# Гомоляко Андрій Олексійович
Андрі́й Олексі́йович Гомоля́ко  (нар. 26 березня 1980) — прапорщик Збройних сил України.

## Життєпис
Андрій Гомоляко народився 26 березня 1980 року.
Закінчив школу №15 м. Ніжина.
19 березня 2014 року мобілізований. Весь час пересувався на автомобілі, об'їжджав блокпости, перевозив поранених та доставляв набої. Відповідав за техніку, надану бригаді військкоматом. Станом на жовтень 2014 року — старшина групи матеріально-технічного забезпечення 1-ї окремої танкової бригади.
19 березня 2015 року демобілізований. В мирний час проживає у місті Ніжин, учитель історії та правознавства, ЗОШ № 15. Депутат Ніжинської міської ради сьомого скликання, член партії «Блок Петра Порошенка „Солідарність“».

## Родина
- Дідусь дружини, Кисіль Тимофій Тимофійович (? — пом. 1971), пройшов через Другу світову війну як танкіст, працював вчителем історії. Можливо, саме завдяки розповідям про дідуся дружини, Андрій і вибрав танкові війська.
- Батько дружини, Кисіль Олександр Тимофійович (1952 — 4 травня 2019)[2].

- Гомоляко Олексій Якович — батько.
- Гомоляко Тетяна Анатоліївна — мати.
- Гомоляко (Кисіль) Дар'я Олександрівна — дружина.
- Гомоляко Андрій Андрійович — син.
- Гомоляко Олександр Андрійович — син.

## Нагороди
За особисту мужність і героїзм, виявлені у захисті державного суверенітету та територіальної цілісності України, вірність військовій присязі під час російсько-української війни нагороджений орденом «За мужність» III ступеня (4.12.2014)